# Rezerwat przyrody Jezioro Sporackie
Jezioro Sporackie – wodny rezerwat przyrody na południowym skraju Równiny Charzykowskiej, na terenie gminy Człuchów, powiat człuchowski, województwo pomorskie. Obejmuje jezioro Sporacz (Jezioro Sporackie, kasz. Spòracczé Jezoro) oraz otaczające je torfowisko przejściowe i las. Nie jest udostępniony do zwiedzania.
Rezerwat został powołany zarządzeniem Ministra Leśnictwa i Przemysłu Drzewnego z dnia 23 października 1965, na powierzchni 11,36 ha. Celem utworzenia rezerwatu było „zachowanie ze względów naukowych i dydaktycznych rzadkiej roślinności słodkowodnej”. Zarządzeniem Regionalnego Dyrektora Ochrony Środowiska w Gdańsku z dnia 6 czerwca 2017 powiększono rezerwat do 17,64 ha oraz wyznaczono wokół niego otulinę o powierzchni 51,49 ha. Za nowy cel ochrony uznano „zachowanie ekosystemu jeziora lobeliowego oraz jego torfowiskowych i leśnych obrzeży, wraz z charakterystyczną roślinnością oraz populacjami cennych gatunków roślin i zwierząt”.
Sporacz to niewielkie śródleśne jezioro lobeliowe o średniej głębokości. Występują w nim rzadkie i cenne gatunki charakterystyczne dla jezior lobeliowych, przede wszystkim: lobelia jeziorna, poryblin jeziorny i elisma wodna.
Rezerwat nie posiada planu ochrony. Nadzór nad rezerwatem sprawuje Regionalny Dyrektor Ochrony Środowiska w Gdańsku.
Rezerwat znajduje się w granicach obszaru siedliskowego sieci Natura 2000 „Czerwona Woda pod Babilonem” PLH220056 oraz Obszaru Chronionego Krajobrazu Okolice Jezior Krępsko i Szczytno. Jest położony w leśnictwie Polnica, obrębie leśnym Polnica (Nadleśnictwo Człuchów).
Najbliższe miejscowości to mała śródleśna osada Babilon i leśniczówka o tej samej nazwie, położone na północny wschód od jeziora. W pobliżu znajduje się rezerwat „Jezioro Bardze Małe”.